# Peter Schlack (Dichter)

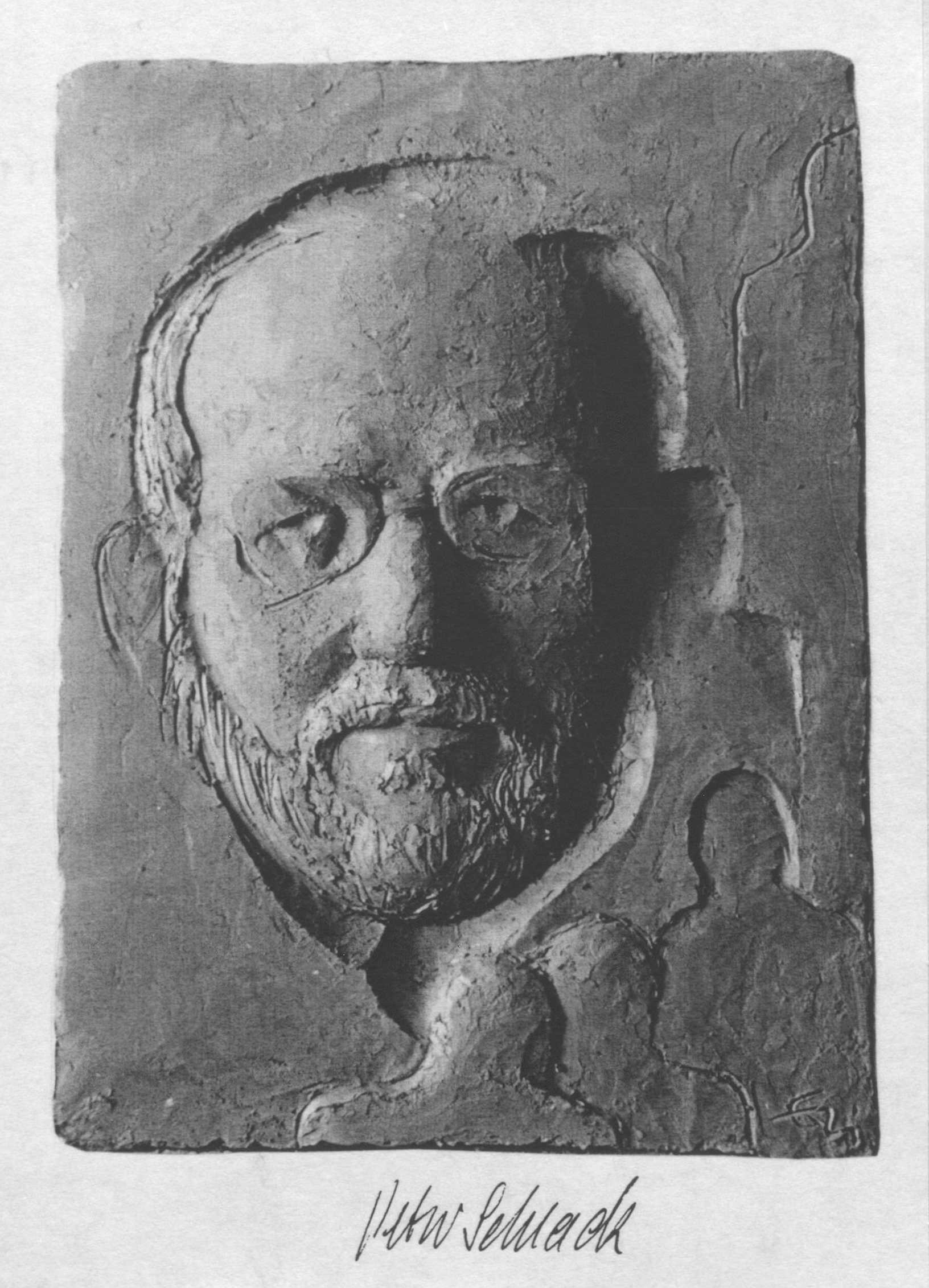
Porträtrelief Peter Schlack, von ihm signiert von Eva Zippel, Terrakotta, 2000.

Peter Schlack (* 16. September 1943 in Stuttgart) ist ein schwäbischer Mundartdichter, Maler und Zeichner.

## Leben
Peter Schlack wuchs in Stuttgart-Gablenberg auf. Nach seinem Schulabschluss absolvierte er zunächst eine Lehre als Lithograf und Ende der sechziger Jahre. ein Studium der Sozialpädagogik. Seitdem arbeitete er als Sozialarbeiter und Therapeut in der Jugend- und Drogenberatung Stuttgart. Seit 2004 lebt er im Ruhestand und wohnt teils in Stuttgart-Degerloch, teils in Finnland. Er ist mit der Finnin Leena Kantola verheiratet.
Von 1975 bis 1992 führte Schlack einen eigenen Verlag, den Peter Schlack Verlag, Stuttgart, ab 1994 die Edition Peter Schlack, ebenfalls Stuttgart. Im Peter Schlack Verlag wurden neben Werken von Peter Schlack auch Werke von Nikolaus Berwanger, Willi Habermann, Uta-Maria Heim, Wilhelm König, Helmut Pfisterer, Klaus F. Schneider, Eberhard Sorg, Michael Spohn und Dieter Wieland verlegt.

## Werk

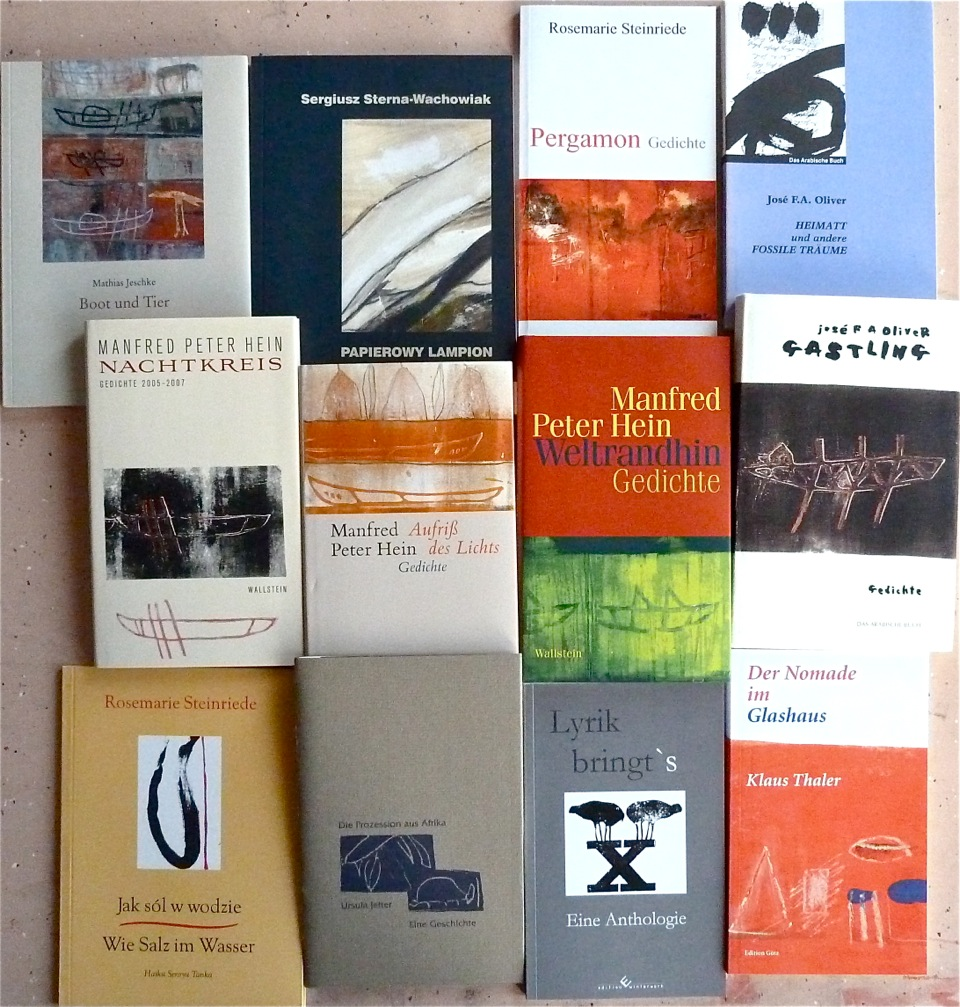
Buchumschläge, von Peter Schlack illustriert.

Schlack war als Autor und Verleger einer der Mitbegründer der „Neuen Mundart in Schwaben“. Schlacks erster Gedichtband mit sprachspielerischen Texten erschien 1973 unter dem Titel Urlaut im Selbstverlag. Bis heute hat Schlack mehr als 16 Gedichtbände und Kurzprosastücke veröffentlicht. Die Werke Gablenberga Gschichta und So sotts sae hat Schlack auch als von ihm selbst gelesene Hörbuchversion auf CD herausgebracht. Beide CDs verbinden Mundart mit Jazz. Die CD So sotts sae spielte Schlack mit dem Trio des Arts ein. Dafür wurde ihm und dem Trio 1996 der Kleinkunstpreis Baden-Württemberg verliehen.
Schlack ist auch als Maler, Zeichner und Buchillustrator tätig. 

### Buchillustration
Peter Schlack hat die meisten seiner Schriften selbst illustriert. In einigen Fällen steuerten andere Stuttgarter Künstler die Illustrationen bei:
- Martin Pfaender,[1] Comic-Zeichner und Buchillustrator: Illustrationen für Bisda älle Hosa voll hosch und Am Schwarzbrot gnuag
- Heinz Schindele,[2] Grafiker und Illustrator: Ornamente für die Mundartpostkarten Liabe ond baese Schbrich zom vrschigga
- Juraj Lipták, Fotograf: Fotos für die Gablenberger Gschichta.

### Lyrikstationen
Zur Internationalen Gartenbauausstellung 1993 (IGA '93) in Stuttgart wurde der regionale Wettbewerb „Die IGA und das Wort“ ausgeschrieben, zu dem einheimische Schriftsteller Wortbeiträge einreichen konnten. Auch Peter Schlack beteiligte sich mit einigen kurzen Mundartgedichten, die an kleineren Verweilplätzen, sogenannten Lyrikstationen graphisch-bildnerisch auf dem Wartberg in Stuttgart umgesetzt wurden.

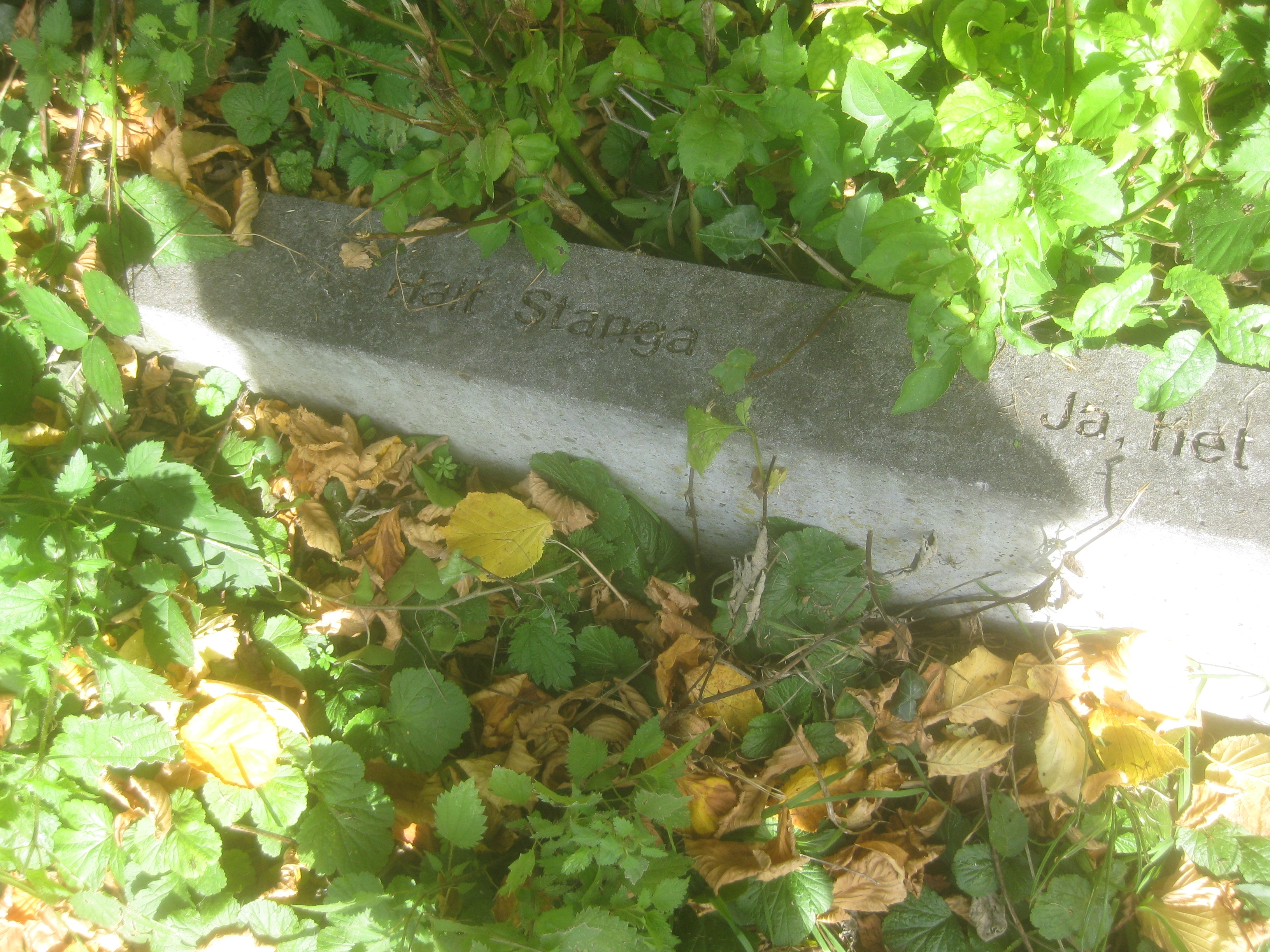
Lyrikstation Halt Stanga.
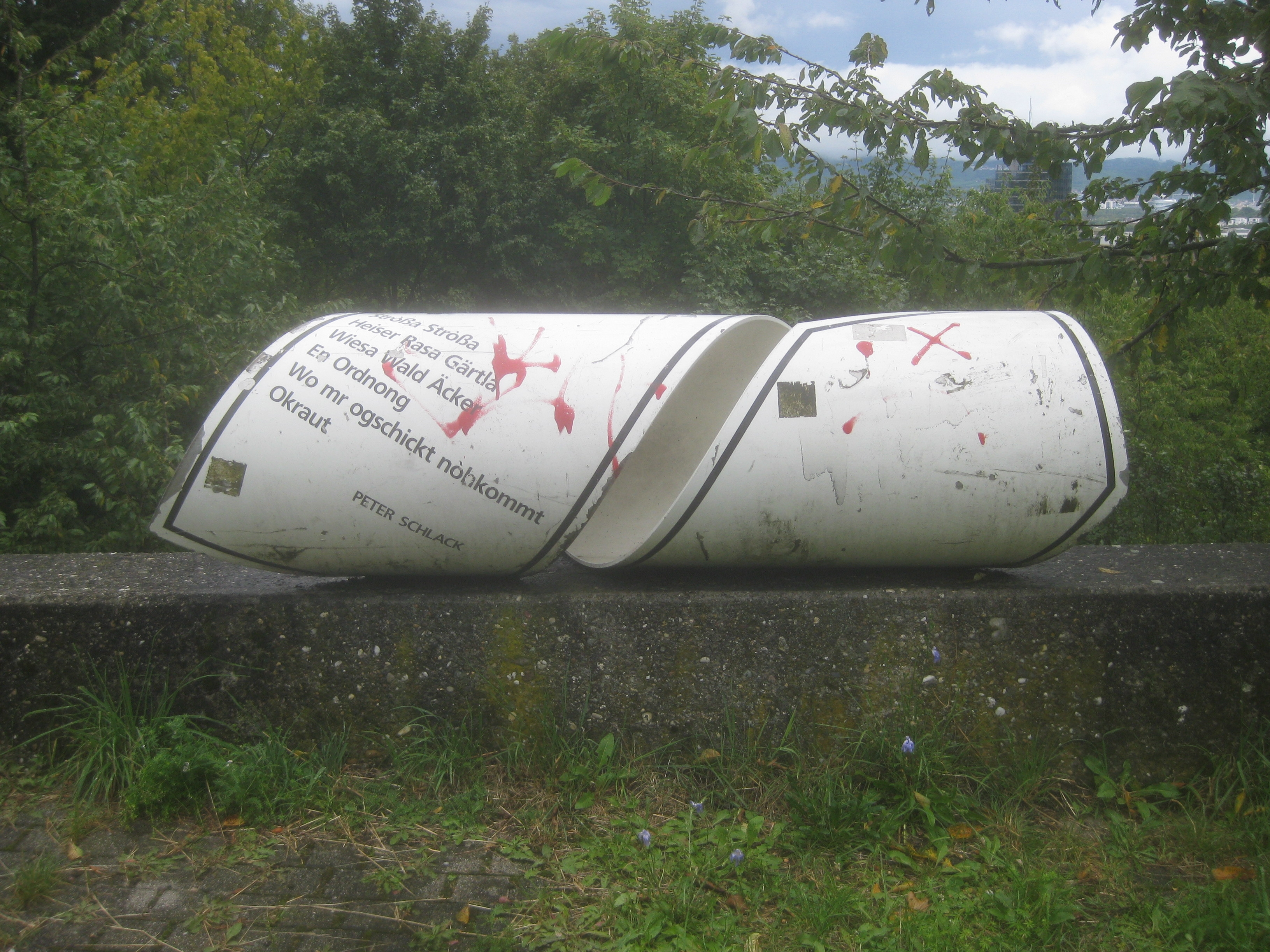
Lyrikstation Strôßa Strôßa.
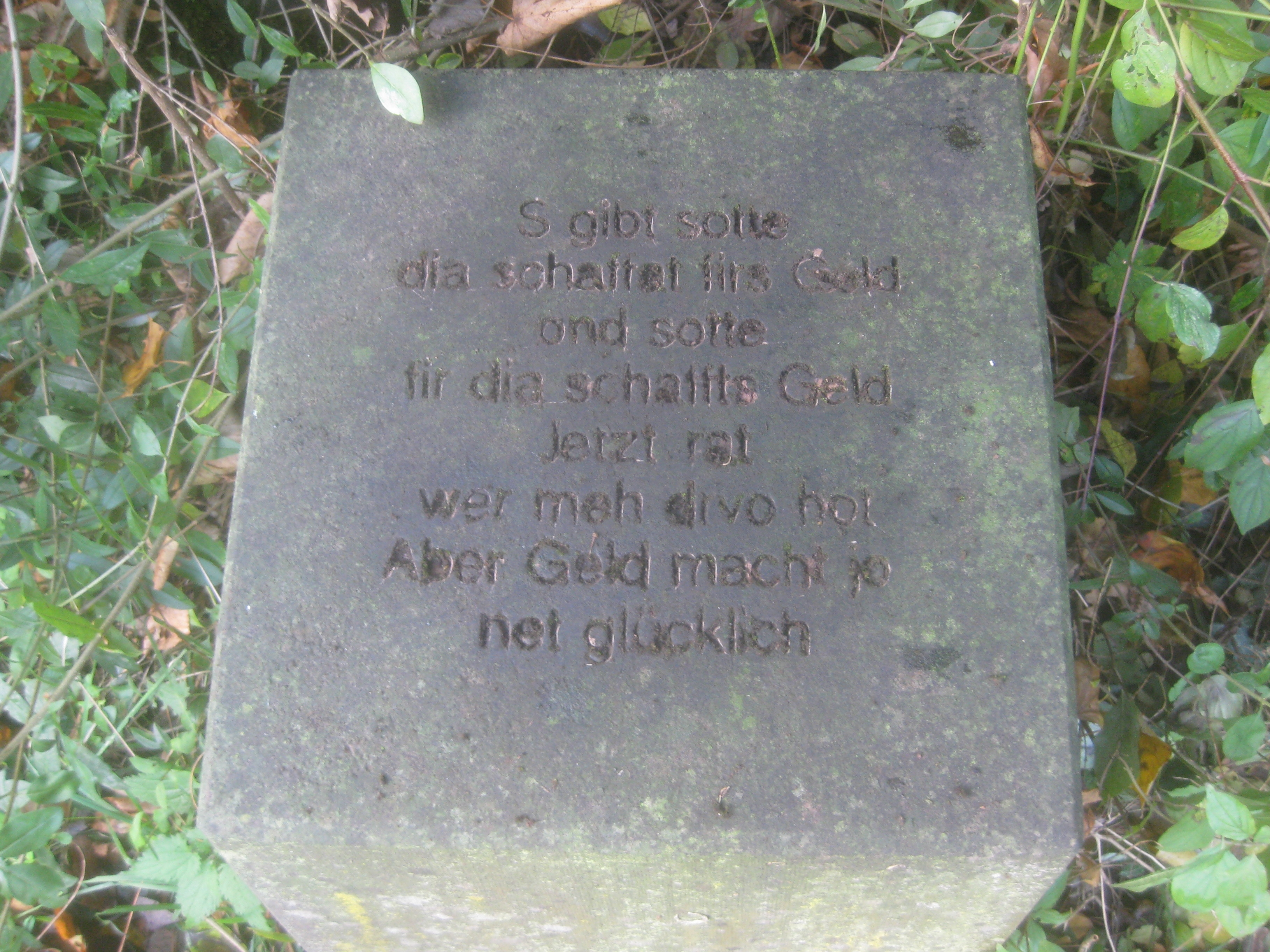
Lyrikstation Schaffen.
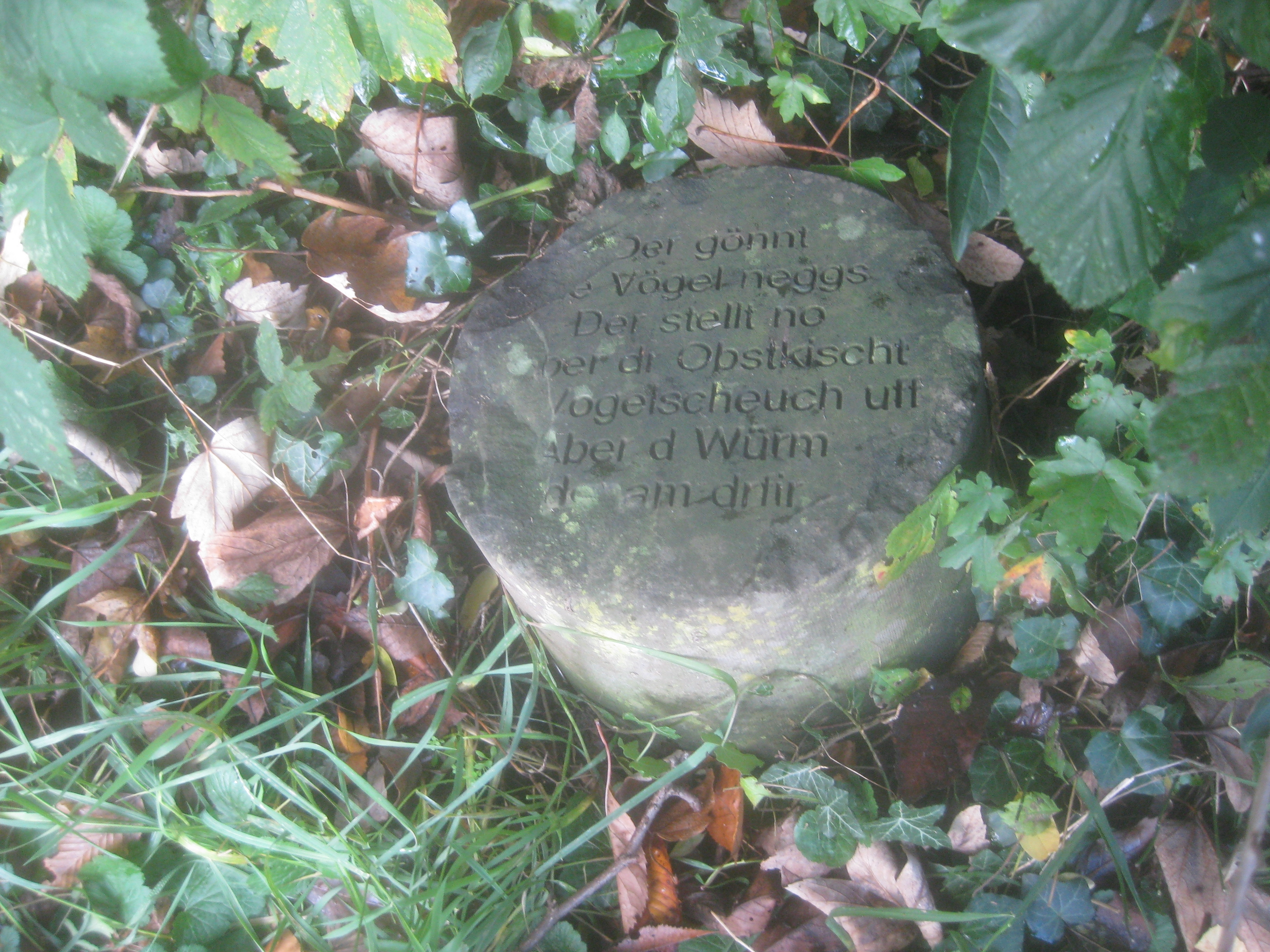
Lyrikstation Sparen.
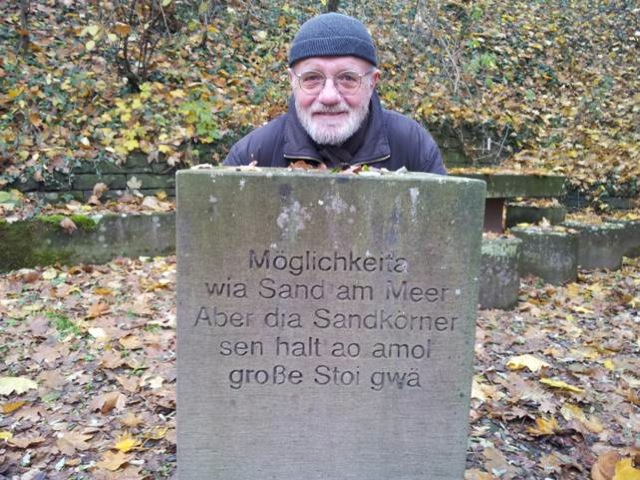
Peter Schlack und die Lyrikstation Sinnieren.
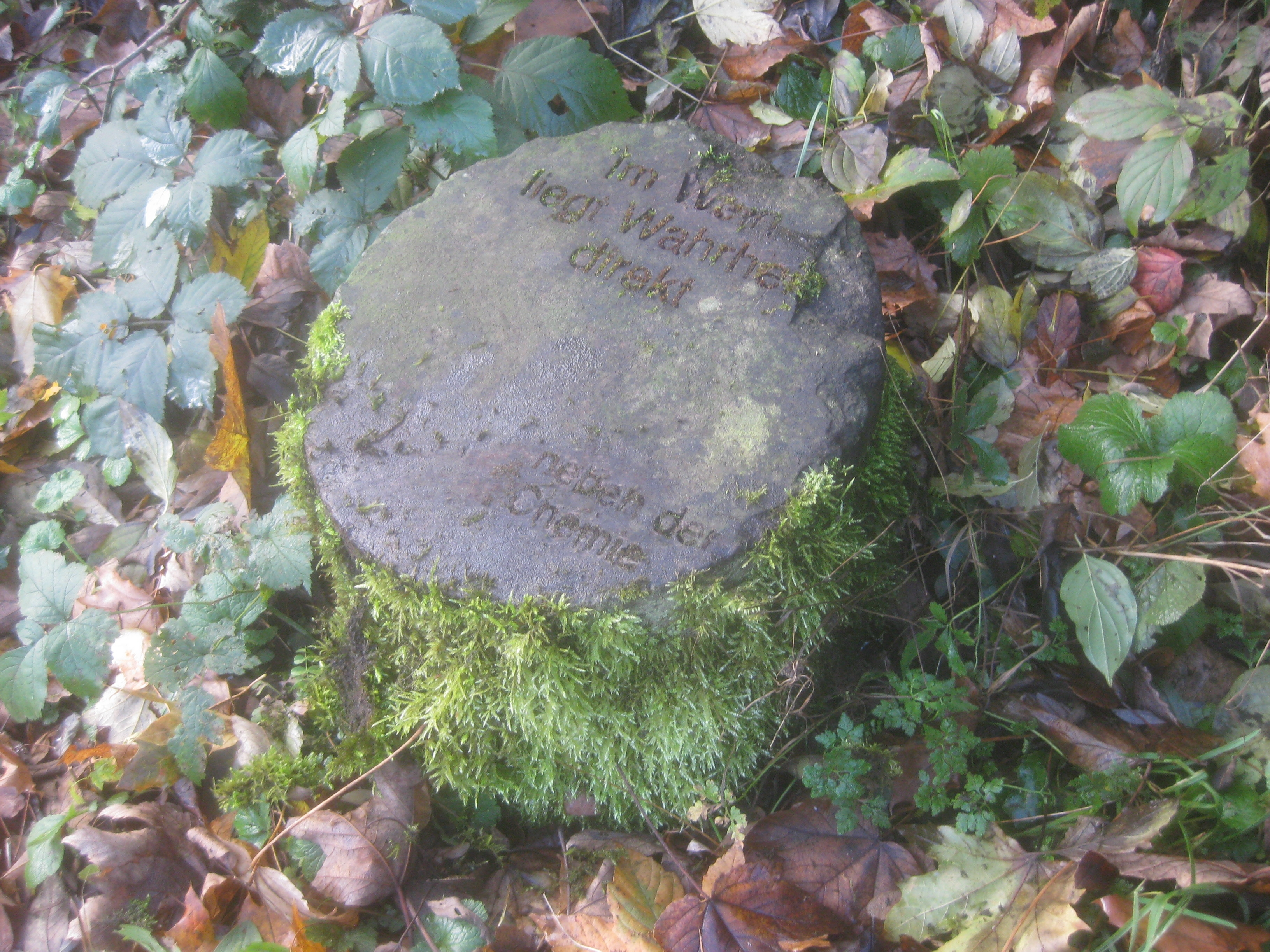
Lyrikstation Trinken.
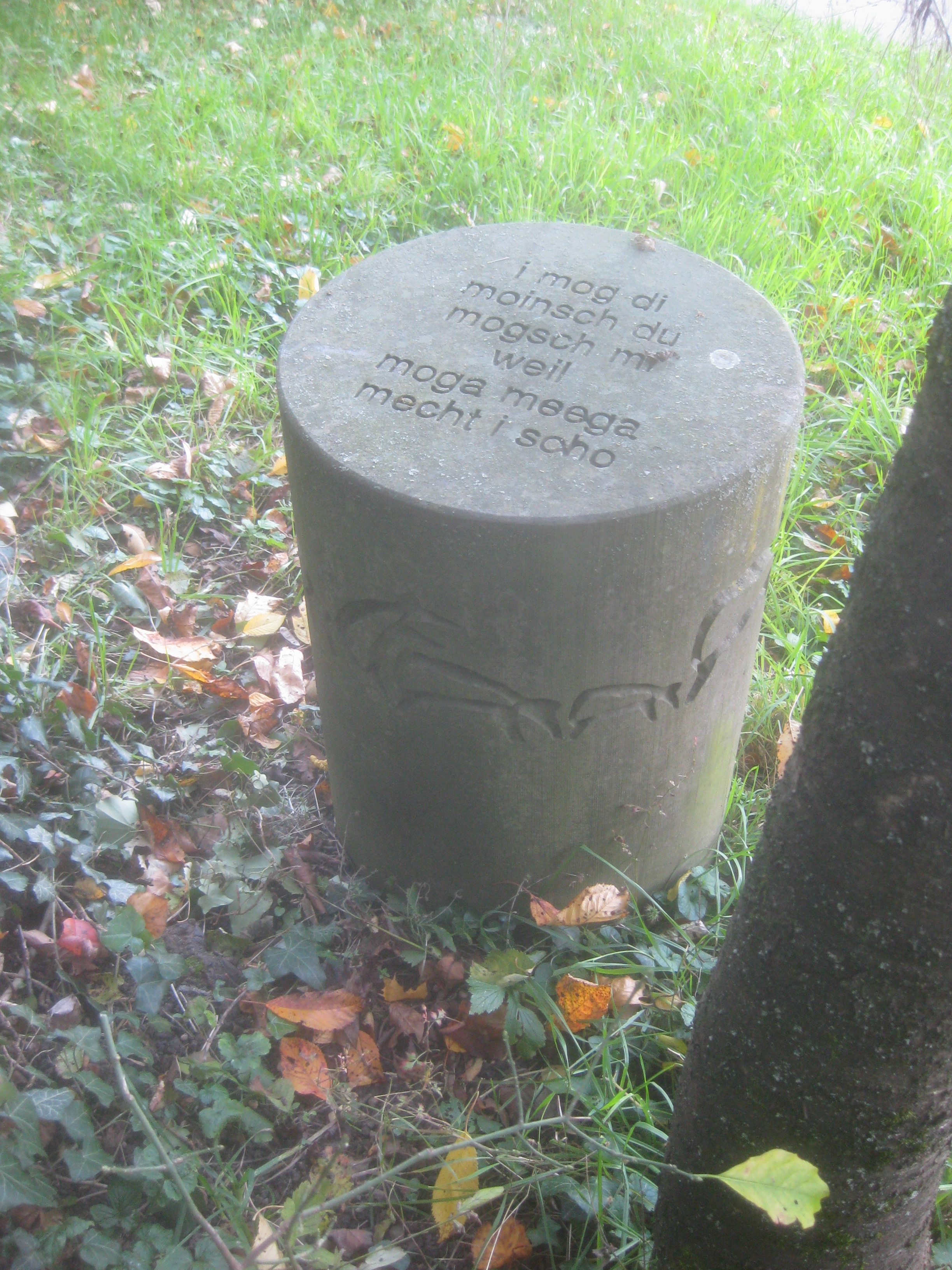
Lyrikstation Lieben.
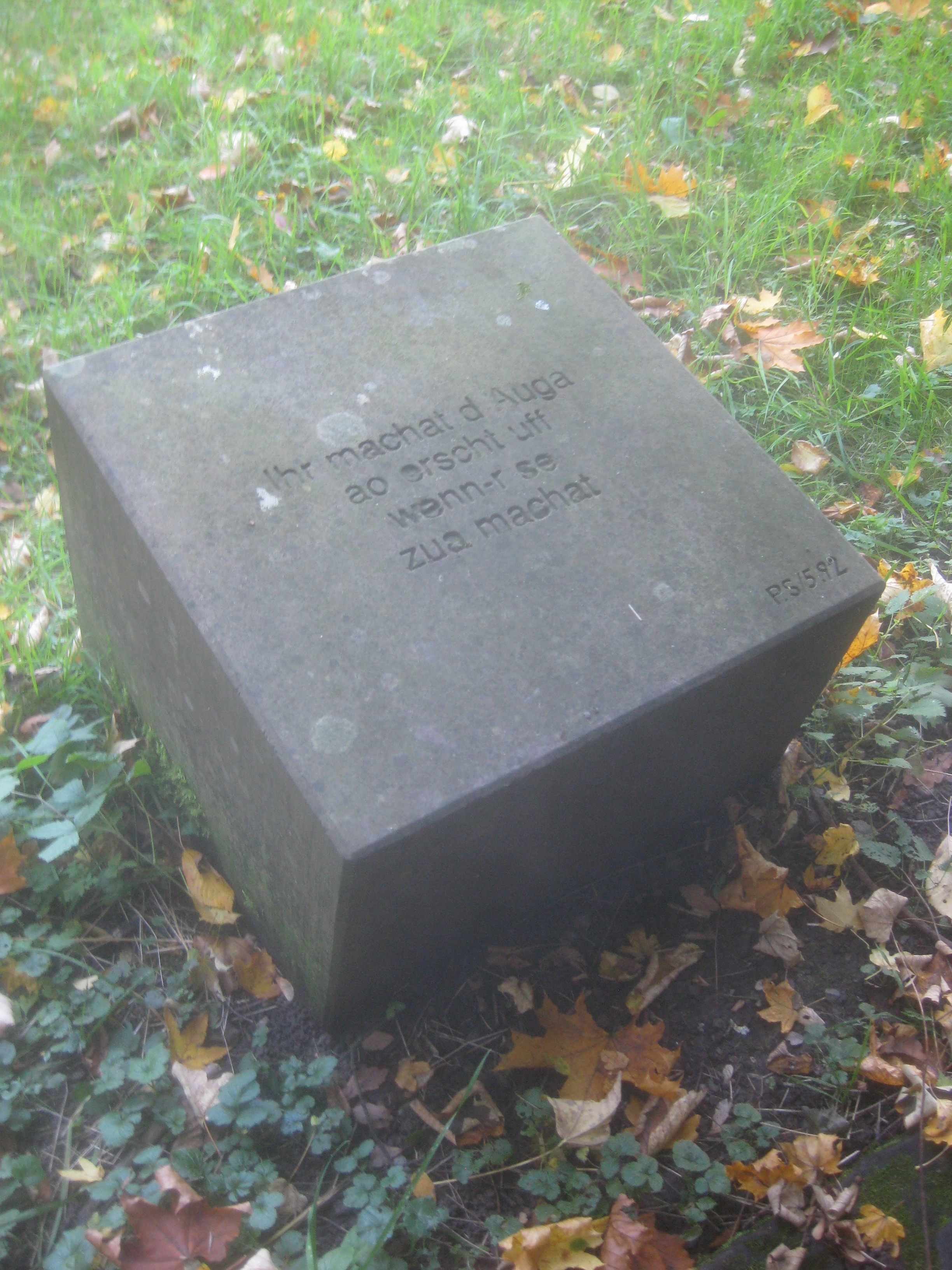
Lyrikstation Weltgeist.

## Ausstellungen

### Einzelausstellungen
- 2005: boot tier. bilder objekte. Zusammen mit Kaija Kantola, Goethe-Institut, Helsinki.
- 2006: Peter Schlack: buch & bild, Stadtbibliothek Reutlingen.
- 2010–2011: Buchstäblich. Peter Schlack bei Kunstbuch Eckel, Antiquariat Michael Eckel, Stuttgart.
- 2012–2013: Peter Schlack: buchstäblich. Bilder aus Buchstaben, Stadtbibliothek Reutlingen.
- 2013: „Bilder won-e emmer scho han zaega wella onds nia do han“ + Schiffe, mit Kaija Kantola, Galerie mek-Werkbühne, Stuttgart-Degerloch.

### Gruppenausstellungen
- 2007: Kaleidoskop der Sichtungen – verschiedene Positionen, Galerie Valentien, Stuttgart.
- 2008: Accrochage, Galerie Valentien, Stuttgart.
- 2011: Naheliegend, Galerie Haus Vier, Nürtingen.

## Auszeichnungen
- 1996: Kleinkunstpreis Baden-Württemberg, zusammen mit dem Trio des Arts, für die CD So sotts sae.

## Werke

### Schriften
- Urlaut. Texte in schwäbischer Mundart mit 7 Linolschnitten des Autors. Selbstverlag, Stuttgart 1973.
- Von Sacha ond Leut. Mund-Art-Texte mit 7 Federzeichnungen des Autors. Selbstverlag, Stuttgart 1975.
- Schbruchbeidl. Sprüche und Gedichte in schwäbischer Mundart mit 4 Linolschnitten des Autors. Peter Schlack Verlag, Stuttgart 1977.
- Fir jedn äbbas. 8 Mundartpostkarten. Peter Schlack Verlag, Stuttgart 1977.
- Bisda älle Hosa voll hosch. Sprüche auf schwäbisch mit 4 Linolschnitten von Martin Pfaender. Peter Schlack Verlag, Stuttgart 1979.
- Liabe ond baese Schbrich zom vrschigga. 8 Mundartpostkarten mit Ornamenten von Heinz Schindele. Peter Schlack Verlag, Stuttgart 1979.
- Wenn dr Wend sich drääd. Schwäbische Liebesgedichte mit 6 Tuschen des Autors. Peter Schlack Verlag, Stuttgart 1980.
- I ond mae Schdadd. A Schduagerder Gedicht. Leporello. Peter Schlack Verlag, Stuttgart 1981.
- Grad rächt zom vrschigga. 8 Mundartpostkarten. Peter Schlack Verlag, Stuttgart 1983.
- Urlaut von Sacha ond Leut. Texte in schwäbischer Mundart. Neuauflage der Bändchen von 1973 und 1975 in einem Band. Peter Schlack Verlag, Stuttgart 1983.
- A gmäde Wiis. Schwäbische Gedichte mit 3 Tuschzeichnungen des Autors. Peter Schlack Verlag, Stuttgart 1984.
- Ond woda nòhgucksch Leit. Schwäbische Gedichte mit 6 Tuschen des Autors. Peter Schlack Verlag, Stuttgart 1987.
- Gnuag gheilt – ets wird baes glacht. 15 schwäbische Gedichte mit 4 Federzeichnungen des Autors. Nummerierte und signierte Auflage. Peter Schlack Verlag, Stuttgart 1987.
- Am Schwarzbrot gnuag. Schwäbische Geschichten mit Illustrationen von Martin Pfaender. DVA, Stuttgart 1988.
- Schwäbische Vers uff an finnischa Sommer. 14 schwäbische Gedichte mit 5 Tuschen des Autors. Nummerierte und signierte Auflage. Peter Schlack Verlag, Stuttgart 1988.
- Zeichen schreiben. 10 Graphiken mit einem Text. Signiert und nummeriert. Auflage 200 Exemplare. Reihe Roter Faden. Verlag Ulrich Keicher, Warmbronn 1989.
- Läßt sich ällas guat a. Schwäbische Gedichte und 15 Graphiken des Autors. Silberburg Verlag, Stuttgart 1991.
- Gablenberger Gschichta. 4 Geschichten aus Gablenberg und 4 Photos von Juraj Lipták. Edition Peter Schlack, Stuttgart 1994.
- Biss zom nägschta Buckel. Schwäbische Geschichten. Edition Peter Schlack, Stuttgart 2003.
- Zwischa ma Blao ond amma Blao. Schwäbische Gedichte mit 2 Linolschnitten (einer auf Umschlag) des Autors. Linotypesatz, Handdruck, Handbindung, Auflage 30 signierte und nummerierte Exemplare. Edition Peter Schlack, Stuttgart 2004.
- Aber heb mòl an Luftzug. Schwäbische Gedichte. Silberburg Verlag, Tübingen 2012.
- Ond ällas scho so lang her. Edition Peter Schlack, Stuttgart 2016.

### Diskographie
- Scho gschwätzt. Heitere und zornige schwäbische Gedichte gesprochen von den Autoren Fritz Schray, Manfred Mai, Peter Schlack, Thaddäus Troll, Helmut Pfisterer, Audio-CD. Silberburg Verlag, Tübingen 1994.
- So sotts sae. Peter Schlack und das Trio des Arts,[3] Mundart und Jazz. Eine CD. Mäule & Gosch, Kornwestheim 1995.
Für diese Produktion erhielten die Beteiligten den Kleinkunstpreis Baden-Württemberg 1996.
- Echt schwäbisch. Neue schwäbische Hits und Gags, Gags und Lieder von bekannten Interpreten, mit gesprochenen oder gesungenen Mundarttexten und Sketchen, u. a. mit Pferdle und Äffle, Hans Dieter Reichert, Rundfunk-Fritzle, Peter Schlack & Trio des Arts. Musikverlag Mäule und Gosch, Kornwestheim 1998.
- Gablenberger Gschichta. Peter Schlack liest. Eine CD mit 8 Geschichten und einer jazzigen Blechmusik von Gerhard Mornhinweg Trompete und Frank Heinz Posaune.[4] Silberburg Verlag, Stuttgart, und Mäule & Gosch, Kornwestheim 1999.